# Elisabeth Niggemann
Elisabeth Niggemann (nascuda a Dortmund, el 2 d'abril de 1954) és una bibliotecària alemanya especialitzada en la digitalització de documents del patrimoni cultural. De 1999 a 2019, va exercir com a directora general de la Biblioteca Nacional d'Alemanya.

## Educació i carrera
A la universitat va estudiar biologia i anglès, rebent un doctorat.en biologia de la Universitat del Ruhr de Bochum. Niggemann va començar la seva carrera a les biblioteques el 1987 a la Biblioteca Nacional de Medicina d'Alemanya com a cap del departament d'adquisicions. El 1989, va esdevenir cap de catalogació i indexació de matèries a la Biblioteca Universitària i Estatal de la Universitat de Düsseldorf. El 1994, es va convertir en directora d'aquesta biblioteca. De 1990 a 1995 també va donar classes de biblioteconomia i ciències de la informació a la Universitat Heinrich Heine. Niggemann es va convertir en directora general de la Biblioteca Nacional d'Alemanya el 1999. El 2019, va anunciar la seva jubilació, amb Frank Scholze ocupant el seu lloc com a director general a partir de l'1 de gener de 2020.

## Lideratge bibliotecari
El 2010, Niggemann ha estat membre del Comité des Sages, el grup de reflexió d'alt nivell de la Unió Europea, que examinava la digitalització del patrimoni cultural d'Europa. Va presidir la Conferència de Directors de Biblioteques Nacionals de Europa (CENL), una xarxa de biblioteques nacionals d'Europa, entre 2005 i 2011. Durant aquest període va ser la primera presidenta de la Fundació Europeana, del 2007 al 2011, ajudant a posar en marxa i consolidar la plataforma digital del patrimoni cultural europeu. El setembre de 2017 va ser reelegida de nou com a presidenta, liderant el Patronat de la Fundació per mantenir la sostenibilitat d'Europeana. Niggemann és una de les editores de la Zeitschrift für Bibliothekswesen und Bibliographie. També ha escrit o coescrit diversos informes sobre estratègies de patrimoni cultural, com ara The New Renaissance (2011) i Fachinformationsdienste statt Sondersammelgebiete (2014).
El març de 2018, Niggeman va ser guardonada com a Cavalier de l'Ordre des Arts et des Lettres pel govern francès.